# Hiệu quả bán hàng
Hiệu quả bán hàng đề cập đến khả năng của các nhân viên bán hàng của công ty "giành được" ở từng giai đoạn trong quy trình mua của khách hàng và cuối cùng kiếm được doanh nghiệp đúng thời hạn và đúng khung thời gian theo quy định.
Cải thiện hiệu quả bán hàng không chỉ là vấn đề về chức năng bán hàng; đó là vấn đề của công ty, vì nó đòi hỏi sự cộng tác sâu sắc giữa bán hàng và tiếp thị để hiểu những gì đang hoạt động và không hoạt động và cải thiện liên tục kiến thức, thông điệp, kỹ năng và chiến lược mà mọi người bán hàng áp dụng khi họ làm việc cơ hội bán hàng.
Hiệu quả bán hàng trong lịch sử được sử dụng để mô tả một loại công nghệ và dịch vụ tư vấn nhằm giúp các công ty cải thiện kết quả bán hàng của họ.
Nhiều công ty đang tạo ra các chức năng hiệu quả bán hàng và thậm chí đã trao cho mọi người danh hiệu như VP về hiệu quả bán hàng.
Theo đó, có rất nhiều cách để đánh giá hiệu suất của các nhân viên bán hàng cá nhân và của đội ngũ bán hàng nói chung, ngoài tổng doanh thu hàng năm. " Trong một cuộc khảo sát gần 200 nhà quản lý tiếp thị cấp cao, 54% trả lời rằng họ đã tìm thấy chỉ số "hiệu quả lực lượng bán hàng" rất hữu ích.

## Mục đích
Mục đích của hiệu quả lực lượng bán hàng là tăng doanh thu của công ty thông qua việc tăng thu nhập khách hàng, bán sản phẩm / dịch vụ và bán gia tăng/bán kèm sản phẩm và dịch vụ bổ sung.
Mục đích của chỉ số hiệu quả lực lượng bán hàng là "đo lường hiệu suất của lực lượng bán hàng và của nhân viên bán hàng cá nhân." "Khi phân tích hiệu suất của nhân viên bán hàng, một số chỉ số có thể được so sánh. Số liệu này có thể tiết lộ nhiều hơn về nhân viên bán hàng so với tổng doanh số của họ. -rep có thể cho thấy sự cải thiện về hiệu quả của lực lượng bán hàng."

## Xây dựng
Một nguồn có thẩm quyền liệt kê các tỷ lệ sau đây hữu ích trong việc đánh giá hiệu quả tương đối của nhân viên bán hàng.
1. Bán hàng ($) / Số liên hệ với Khách hàng (Cuộc gọi) (#)
2. Sales ($) / Tài khoản tiềm năng (#)
3. Bán hàng ($) / Tài khoản hoạt động (#)
4. Doanh số ($) / Sức mua ($)

"Những công thức này có thể hữu ích để so sánh nhân viên bán hàng từ các khu vực khác nhau và để kiểm tra xu hướng theo thời gian. Họ có thể tiết lộ những khác biệt có thể bị che khuất bởi tổng số kết quả bán hàng, đặc biệt là ở các huyện nơi khu vực có quy mô khác nhau, về số lượng tài khoản tiềm năng hoặc sức mua. Các tỷ lệ này cung cấp thông tin chi tiết về các yếu tố đằng sau hiệu suất bán hàng. Ví dụ: nếu tỷ lệ doanh số trên mỗi cuộc gọi của một cá nhân thấp, điều đó có thể cho thấy nhân viên bán hàng được đề cập cần đào tạo về chuyển  khách hàng sang các giao dịch mua lớn hơn. Hoặc nó có thể cho thấy sự thiếu kỹ năng chốt sale. Nếu doanh số trên mỗi tài khoản tiềm năng hoặc doanh số trên mỗi chỉ số sức mua thấp, nhân viên bán hàng có thể không đủ để tìm kiếm các tài khoản mới. Các số liệu này tiết lộ nhiều về triển vọng và tạo khách hàng tiềm năng bởi vì chúng dựa trên toàn bộ lãnh thổ của từng nhân viên bán hàng, bao gồm cả khách hàng tiềm năng cũng như khách hàng hiện tại. Doanh số trên mỗi chỉ số tài khoản đang hoạt động cung cấp chỉ báo hữu ích về hiệu quả của nhân viên bán hàng trong việc tối đa hóa giá trị của khách hàng hiện tại. Mặc dù điều quan trọng là tận dụng tối đa mọi cuộc gọi, nhân viên bán hàng sẽ không đạt được mục tiêu của mình chỉ trong một cuộc gọi. Một số tiền nhất định của nỗ lực là cần thiết để hoàn thành bán hàng."

## Phương pháp luận
Đo điểm chuẩn
Đo điểm chuẩn là phương pháp được sử dụng để đánh giá hiệu quả bán hàng của một tổ chức. Một cuộc khảo sát toàn diện hơn 11.000 nhân viên bán hàng tuyến đầu và 7.000 người quản lý bán hàng được thực hiện bởi The Blackdot  xác định rằng quy trình bán hàng tổ chức được xác định rõ ràng là yếu tố chính cho hoạt động bán hàng.
Nghiên cứu điểm chuẩn cũng xác định 5 nhóm người đặc biệt tồn tại trong mọi tổ chức:
- Các tín đồ đích thực - Có sự tuân thủ tuyệt vời đối với quy trình bán hàng và tin rằng các quyền hạn cho phép của nó
- Khiếu nại - Theo dõi quy trình bán hàng nhưng không tin nó như cho phép
- Mavericks - Nhận ra rằng một quy trình bán hàng được xác định rõ ràng tồn tại, nhưng chọn theo các quy trình của riêng họ
- Self Reliants - Không biết rằng một quy trình bán hàng được xác định tồn tại và cần phải tự làm việc đó
- Clueless - Nhóm còn lại thú nhận rằng họ không biết về bất kỳ quy trình bán hàng nào và không tin nó như là cho phép.

Chú thích
Không có phương pháp hiệu quả lực lượng bán hàng nào đã được kiểm toán độc lập bởi Hội đồng Tiêu chuẩn Trách nhiệm Tiếp thị (MASB) theo MMAP (Giao thức Kiểm tra Số liệu Tiếp thị).